# 日本トラスティ情報システム
日本トラスティ情報システム株式会社（にほんトラスティじょうほうシステム、英称:Japan Trustee Information Systems, Ltd.）は、かつて存在した日本の金融系情報システム会社（ユーザー系）。

## 概要
2000年6月に設立。
日本トラスティ・サービス信託銀行の再信託資産管理システムを所有し、開発・保守・運用を受託していた。2009年時点でシステム管理資産総額300兆円超。日本トラスティ・サービス信託銀行との資本関係はないが、両者の株主構成は同様で密接な関係を持っていた。
2010年10月1日、日本トラスティ・サービス信託銀行に吸収合併された。